# Hatchie
Hatchie, pseudonimo di Harriette Pilbeam (Brisbane, 4 maggio 1993), è una cantautrice e polistrumentista australiana.

## Biografia
Hatchie ha iniziato a ricevere popolarità come membro dei gruppi Babaganouj e Go Violets; questi ultimi si sono sciolti nel 2014. Nel 2017 ha avviato la sua carriera da solista con la pubblicazione del suo singolo di debutto Try, a seguito del quale ha ottenuto un contratto discografico con la Ivy League Records, che ha distribuito il brano Sure nel novembre successivo. A gennaio 2018 ha firmato ulteriori contratti con la Double Double Whammy e la Heavenly Recordings. Il 25 maggio è uscito il suo EP di debutto, intitolato Sugar & Spice. A giugno 2019 ha pubblicato il suo album di debutto Keepsake: ha ricevuto l'acclamo universale da parte della critica specializzata ed ha debuttato in 25ª posizione nella ARIA Albums Chart. È stato promosso da un tour nordamericano nell'autunno seguente.

## Discografia

### Album in studio
- 2019 – Keepsake
- 2022 – Giving the World Away

### EP
- 2018 – Sugar & Spice

### Singoli
- 2017 – Try
- 2017 – Sure
- 2018 – Sugar & Spice
- 2018 – Sleep
- 2018 – Adored
- 2019 – Without a Blush
- 2019 – Stay with Me
- 2019 – Obsessed
- 2021 – This Enchanted
- 2021 – Crush
- 2022 – Quicksand
- 2022 – Giving the World Away
- 2022 – Lights On